# The Witness (видео игра)
The Witness је логичка видео игра из 2016. године коју је развила и објавила Thekla inc. Инспирисана видео игром Myst, укључује истраживање острва типа отвореног света испуњених грађевинама које је направио човек. Играч напредује решавајући загонетке, које се заснивају на интеракцији са екранима представљеним на панелима око острва или скривеним путевима. Игра не даје директна упутства за решавање ових загонетки, захтевајући од играча труд и размишљање. Главни елемент дизајна игре је начин на који су ове загонетке представљене, како играч може уживати у тренутку инспирације и кроз покушаје и грешке сам стићи до циља.
Игра је најављена 2009. године и имала је дуг период развоја. Jonathan Blow, водећи дизајнер игре, почео је да ради на наслову 2008. године, убрзо након што је објавио Braid. Игра је захтевала дуготрајан развојни процес и чак свој сопствени енџин игре, а издавање игре је одложено од 2013. до 2016. Коначна верзија укључује око 650 загонетки иако од играча није потребно да их све реши да би завршио игру.
The Witness је објављен за Microsoft Windows и PlayStation 4 у јануару 2016, а касније верзије су објављене за Xbox One, Nvidia Shield, macOS и iOS. Првобитни планови за пуштање на PlayStation 3 и Xbox 360 су напуштени пошто је погон игре постао захтевнији.

## Играње
Играч истражује острво са бројним грађевинама и природним лепотама. Острво је отприлике подељено на једанаест региона, распоређених око планине која представља крајњи циљ за играча. Региони се разликују један од другог променама у вегетацији, а загонетке унутар сваког региона су сличне једна другој. Широм острва су жуте кутије у којима се налазе ласери. Они се могу активирати када се реше загонетке у региону кутије. Када се активирају, ласери шаљу светло према врху планине, што указује да је део мапе завршен. Неколико таквих ласера треба да се активира да би се ослободио приступ унутрашњости планине и на крају достигао коначан циљ игре.
Постоје и додатне опционе загонетке разбацане по острву. Игра има више од 650 загонетки, за које Jonathan Blow процењује да ће просечном играчу бити потребно око 80 сати да их реши. Загонетке укључују и ону за коју је креатор веровао да ће мање од 1% играча моћи да реши.
Механички, све загонетке се решавају на исти начин: путања је нацртана на мрежи. Да би пут био решење загонетке, мора да задовољи низ правила. Правила се уче током игре кроз саме загонетке тако да нема текста или дијалога који директно објашњавају правила слагалице. Иако се путања на мрежи мора задовољити, правила се могу значајно разликовати у целој игри. Најмање три правила важе за све загонетке: путање увек морају почети од округлог чвора, завршавати се на сегменту линије са заобљеним крајем и избегавати самопресецање. Као такве, многе загонетке у игри могу се класификовати као лавиринти.
Игра има два начина интеракције. Први, режим ходања, омогућава играчу да се креће и истражује острво. Други, режим решавања загонетке, је онај који играч користи да црта пут на мрежи. Овај режим се разликује од претходног по белом рубу око екрана. У режиму решавања играч је спречен да се креће и приморан је да помоћу контрола црта пут кроз лавиринт. Режим се завршава када играч реши загонетку или откаже режим. Обично се овај режим активира испред панела који су разбацани по острву. Понекад ће неколико панела бити груписано заједно, на пример када игра подучава играча неком правилу. Већина панела су међусобно повезани кабловима за напајање, то јест решавање једног ће укључити кабл и откључати други панел. Сложеност загонетки се повећава како играч ради на откључавању жуте кутије региона. Скоро све загонетке пружају повратну информацију, у смислу отварања новог пролаза или пута.

## Развој
The Witness је направљен након што је Jonathan Blow пустио у продају Braid. Након што је 2008. видео како је наслов постао успешан, одустао је од озбиљног развоја игре да би истражио нове концепте, потрошивши неколико месеци на сваки. Концепт који се показао као основа за The Witness је био прототип за који је сматрао да је веома амбициозан. Сматрао је то ризичним јер би укључивао развој 3D енџина и плашио се да ће се вратити на стање пре успеха Braid - а. Упркос овим изазовима, наставио је да ради на The Witness - у јер је то био и најупечатљивији прототип који је направио. Директан рад на развоју игре почео је крајем 2008. године.
Сам концепт игре заснован је на ранијем наслову који је осмишљен, али никада није завршен. Према креатору, у овом недовршеном наслову, постојао је аспект играња са стране са који би игру учинио узбудљивијом. Начин играња The Witness - а је заснован на издвајању овог аспекта и умотавања у игру и причу. Jonathan Blow је упоредио овај тренутак са спојлером за филм и тако избегао откривање механике или других аспеката игре. Идеја о панелу лавиринта произишла је из раније идеје коју је он имао око 2002. за игру која укључује чаробњаке у којима би играч бацао чини помоћу гестова миша, популарног елемента видео игара у то време.
Један од циљева аутора је био да истражи типове невербалне комуникације које се могу постићи путем видео игрица, истраживање које је сматрао важним за разумевање видео игара као уметничку форму. Име The Witness је изведено из суштинског дела играња који омогућава играчу да посматра околину како би открио значење и решења загонетки без вербалне комуникације, слично приступу који је заузео Myst 1993. године. Jonathan Blow приписује велики део дизајна игри Myst, игри која га је увела у развој видео игрица. Док је механика иста за све задатке, правила описана симболичким језиком игре која ограничавају интеракције или произилазе из њих, чине срж загонетки у игри. Загонетке у игри су дизајниране да имају смисла у причи игре, да не буду само загонетке које треба решити, а да и даље имају за циљ да се разликују од било ког другог наслова.

## Маркетинг
Игру је тајно открио јавности Jonathan Blow на Penny Arcade Expo 2010. године уз помоћ независних програмера Chris Hecker и Andy Schatz, који су делили простор на бини за промоцију сопствених игара, SpyParty и Monaco: What's Yours Is Mine, њих двојица су пружили сто за промовисање The Witness - а без икаквих знакова. Jonathan Blow је желео да промоција буде суптилна и изненадна да би видео реакције играча без притиска других људи који чекају у реду да испробају игру. Он је био присутан на Expo - у, али се држао подаље од стола. Чињеница да се The Witness може играти на Expo - у је у потпуности откривена тек након Expo - а од стране Jonathan Blow - а и Stephen Totil - е из Kotaku - а, који су видели и играли игру, али су споменули њено присуство тек касније. Играчи који су испробали игру на PAX - у или касније видели снимак из чланка постали су забринути да ће The Witness једноставно бити серија лавиринта за решавање. Креатор је поновио да је у игри било више од лавиринта, пошто гледање видео снимака о игри неће показати шта се дешава у уму играча током решавања загонетки. Након више година жудног ишчекивања и неколико одлагања због дизајнерских проблема, игрица је коначно пуштена у продају 26. јануара 2016. године.

## Оцене
The Witness је добио генерално позитивне рецензије према веб сајту Metacritic, један од већих сајтова који се бави критиком и рецензијама видео игара.
IGN му је доделио савршену оцену 10 / 10, назвавши је ремек делом и наводећи да је то лепа, моћна и паметно дизајнирана слагалица са мноштвом мистерија за разоткривање. VG247 похвалио је употребу перспективе из првог лица у игри за представљање онога што би иначе могло да буде обична серија плоча са слагалицама и био је импресиониран тежином учења коју су слагалице захтевале, а рекао је да се немогуће и неразумљиве загонетке стапају у једноставне вежбе након што играч посети околне локације. Slant Magazine открио је да је дошло до невероватне промене када играч дође до загонетки унутар планине, са загонеткама које су се више ослањале на решавање у интензивнијем окружењу, у супротности са остатком острва.

### Награде
| Година | Награда                           | Категорија                   | Резултат  | Референце     |
| ------ | --------------------------------- | ---------------------------- | --------- | ------------- |
| 2016   | Golden Joystick Awards 2016       | Best Original Game           | Nominated | [ 27 ] [ 28 ] |
| 2016   | Golden Joystick Awards 2016       | Best Visual Design           | Nominated | [ 27 ] [ 28 ] |
| 2016   | Golden Joystick Awards 2016       | Best Indie Game              | Nominated | [ 27 ] [ 28 ] |
| 2016   | Golden Joystick Awards 2016       | Best Gaming Moment           | Nominated | [ 27 ] [ 28 ] |
| 2016   | Golden Joystick Awards 2016       | Game of the Year             | Nominated | [ 27 ] [ 28 ] |
| 2016   | Golden Joystick Awards 2016       | PlayStation Game of the Year | Nominated | [ 27 ] [ 28 ] |
| 2016   | The Game Awards 2016              | Best Independent Game        | Nominated | [ 29 ] [ 30 ] |
| 2016   | Game Developers Choice Awards     | Best Design                  | Nominated | [ 31 ]        |
| 2016   | Game Developers Choice Awards     | Innovation Award             | Nominated | [ 31 ]        |
| 2016   | SXSW Gaming Awards                | Excellence in Design         | Nominated | [ 32 ]        |
| 2016   | SXSW Gaming Awards                | Excellence in Art            | Nominated | [ 32 ]        |
| 2016   | 13th British Academy Games Awards | Game Design                  | Nominated | [ 33 ]        |
| 2016   | 13th British Academy Games Awards | Game Innovation              | Nominated | [ 33 ]        |
| 2016   | 13th British Academy Games Awards | Best Debut                   | Nominated | [ 33 ]        |
| 2016   | 13th British Academy Games Awards | Original Property            | Nominated | [ 33 ]        |